# رينيا
الرينيا (الاسم العلمي:†Rhynia) هي جنس من نوع واحد من النباتات ذات النسيج الوعائي. عاش نبات رينيا في العصر الديفوني وقد وجدت له حفريات في الشرت (هو نوع من حجر الصوان) في منطقة ريني باسكوتلاندا وقد حفظت سيقانه وأكياس أبواغه بشكل جيد مما مكن العلماء من معرفة الكثير عن تركيبه. وقد كان نباتًا رفيعًا يشبه القصب وهو يشبه كثيرًا جنسًا من نباتات اليوم تدعى جنس السرخس الأجرد (Psilotum).

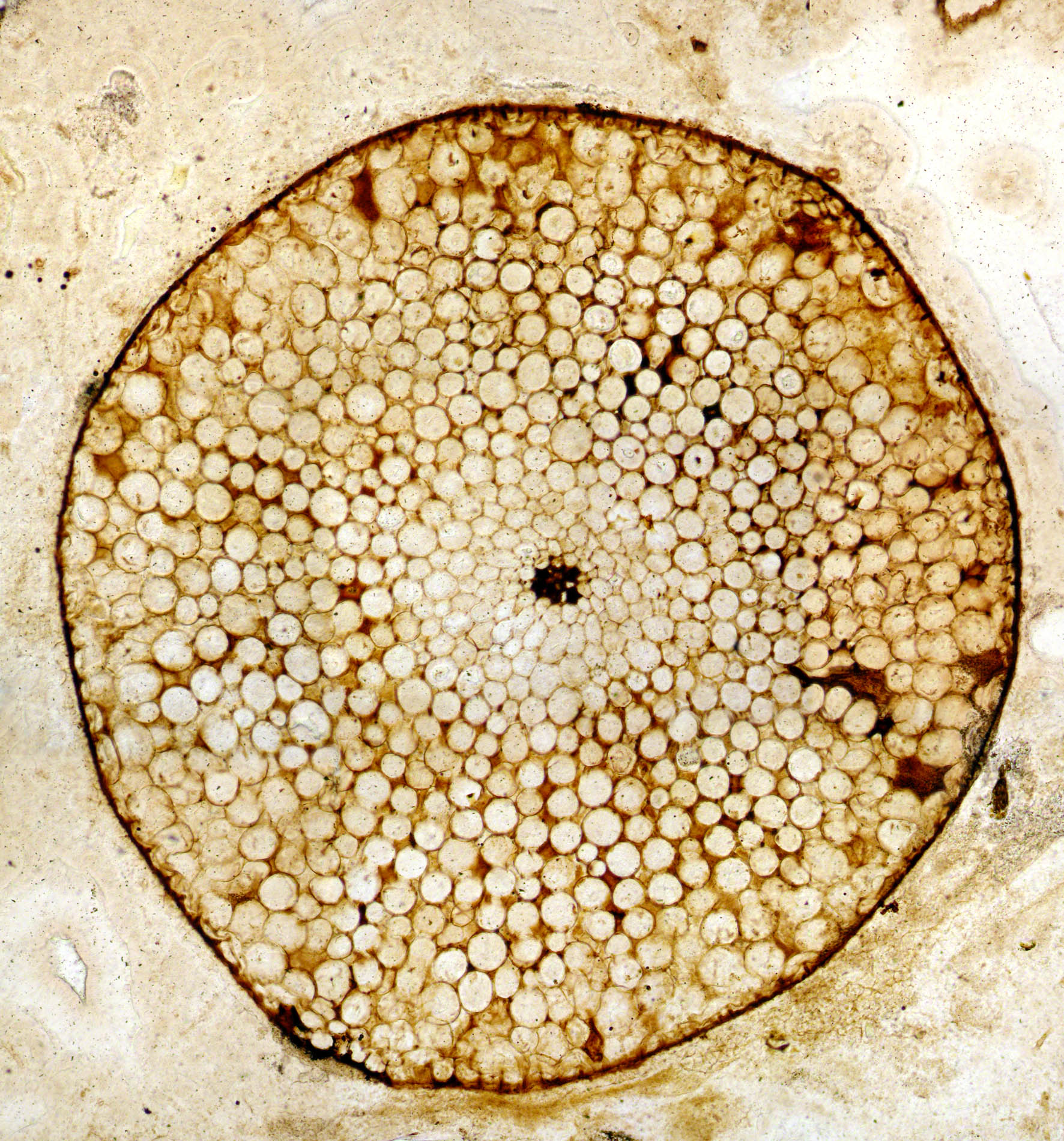
مقطع من أحفورة لساق نبات الرينيا.